# Vuelta a Andalucía 2015
La 61.ª edición de la Vuelta a Andalucía (oficialmente: Vuelta a Andalucía-Ruta Ciclista Del Sol) se disputó entre el 18 de febrero y el 22 de febrero de 2015 con un recorrido de 704,3 km en cinco etapas entre las localidad de La Rábida y Alhaurín de la Torre.
La carrera formó parte de calendario UCI Europe Tour 2015, dentro de la categoría 2.1.
Después de tres victorias consecutivas de Alejandro Valverde, en esta ocasión el ciclista del Movistar Team no disputó la carrera. El vencedor final fue el británico Chris Froome, tras una encarnizada lucha con el español Alberto Contador y que se decidió por tan sólo dos segundos. Contador había liderado la carrera desde la contrarreloj del segundo sector de la primera etapa y consolidó el liderato en la tercera etapa, con final en el alto de Hazallanas. Pero en la cuarta etapa Froome dio el golpe definitivo al ganar la etapa y conseguir el liderato por tan sólo dos segundos. Beñat Intxausti, a más de dos minutos y medio completó el podio.

## Recorrido
La primera jornada estuvo formada por dos medias etapas (comúnmente llamada doble sector) formada por una etapa en línea y una contrarreloj. La segunda jornada fue en llano y luego dos etapas de montaña que finalizaron en los altos de Hazallanas (la 3.ª) y Allanadas (4.ª). Finalizó con otra etapa llana con final en un repecho o cota.

## Equipos participantes
- Para la nómina de participantes véase: Participantes de la Vuelta a Andalucía 2015

| Equipo                                     | Cód. UCI | Categoría               | Jefe de filas                        |
| ------------------------------------------ | -------- | ----------------------- | ------------------------------------ |
| AG2R La Mondiale                           | ALM      | UCI ProTeam             | Jean-Christophe Péraud Romain Bardet |
| FDJ                                        | FDJ      | UCI ProTeam             | Arthur Vichot                        |
| IAM Cycling                                | IAM      | UCI ProTeam             | Sylvain Chavanel                     |
| Lotto-Soudal                               | LTS      | UCI ProTeam             | Jurgen Van den Broeck Tony Gallopin  |
| Movistar Team                              | MOV      | UCI ProTeam             | Juan José Lobato Beñat Intxausti     |
| Team Sky                                   | SKY      | UCI ProTeam             | Chris Froome                         |
| Team Giant-Alpecin                         | TGA      | UCI ProTeam             | John Degenkolb                       |
| Tinkoff-Saxo                               | TCS      | UCI ProTeam             | Alberto Contador                     |
| Team Lotto NL-Jumbo                        | TLJ      | UCI ProTeam             | Laurens Ten Dam Wilco Kelderman      |
| Trek Factory Racing                        | TFR      | UCI ProTeam             | Bauke Mollema Fränk Schleck          |
| Caja Rural-Seguros RGA                     | CJR      | Profesional Continental | Sergio Pardilla                      |
| CCC Sprandi Polkowice                      | CCC      | Profesional Continental | Grega Bole Davide Rebellin           |
| Cofidis, Solutions Crédits                 | COF      | Profesional Continental | Dani Navarro Luis Ángel Maté         |
| Colombia                                   | COL      | Profesional Continental | Leonardo Duque                       |
| Team Europcar                              | EUC      | Profesional Continental | Pierre Rolland                       |
| MTN Qhubeka                                | MTN      | Profesional Continental | Gerald Ciolek Tyler Farrar           |
| Team Roompot                               | ROO      | Profesional Continental | Johnny Hoogerland                    |
| RusVelo                                    | RVL      | Profesional Continental | Sergey Firsanov Andrey Solomennikov  |
| Topsport Vlaanderen-Baloise                | TSV      | Profesional Continental | Pieter Jacobs                        |
| UnitedHealthcare Professional Cycling Team | UHC      | Profesional Continental | Janez Brajkovič                      |
| Wanty-Groupe Gobert                        | WGG      | Profesional Continental | Enrico Gasparotto                    |
| Burgos-BH                                  | BUR      | Continental             | David Belda                          |

## Etapas

### Etapa 1A
Los resultados de la primera-A etapa fueron:
|   | Ciclista            | Equipo                     | Tiempo         |
| - | ------------------- | -------------------------- | -------------- |
| 1 | Pim Ligthart        | Lotto-Soudal               | 3 h 1 min 44 s |
| 2 | Fabio Silvestre     | Trek Factory Racing        | a 2 s          |
| 3 | Grega Bole          | CCC Sprandi Polkowice      | m.t.           |
| 4 | Michael Van Staeyen | Cofidis, Solutions Crédits | m.t.           |
| 5 | Tyler Farrar        | MTN-Qhubeka                | m.t.           |

|   | Ciclista            | Equipo                     | Tiempo         |
| - | ------------------- | -------------------------- | -------------- |
| 1 | Pim Ligthart        | Lotto-Soudal               | 3 h 1 min 44 s |
| 2 | Fabio Silvestre     | Trek Factory Racing        | a 2 s          |
| 3 | Grega Bole          | CCC Sprandi Polkowice      | m.t.           |
| 4 | Michael Van Staeyen | Cofidis, Solutions Crédits | m.t.           |
| 5 | Tyler Farrar        | MTN-Qhubeka                | m.t.           |

### Etapa 1B
Los resultados de la primera-B etapa fueron:
|   | Ciclista         | Equipo         | Tiempo     |
| - | ---------------- | -------------- | ---------- |
| 1 | Javier Moreno    | Movistar       | 9 min 51 s |
| 2 | Wilco Kelderman  | Lotto NL-Jumbo | a 2 s      |
| 3 | Jérôme Coppel    | IAM            | a 4 s      |
| 4 | Alberto Contador | Tinkoff-Saxo   | a 6 s      |
| 5 | Beñat Intxausti  | Movistar       | a 7 s      |

|   | Ciclista         | Equipo              | Tiempo          |
| - | ---------------- | ------------------- | --------------- |
| 1 | Alberto Contador | Tinkoff-Saxo        | 3 h 11 min 43 s |
| 2 | Bob Jungels      | Trek Factory Racing | m.t.            |
| 3 | Beñat Intxausti  | Movistar            | a 1 s           |
| 4 | Chris Froome     | Sky                 | a 8 s           |
| 5 | Sylvain Chavanel | IAM                 | m.t.            |

### Etapa 2
Los resultados de la segunda etapa fueron:
|   | Ciclista         | Equipo                 | Tiempo          |
| - | ---------------- | ---------------------- | --------------- |
| 1 | Juan José Lobato | Movistar               | 4 h 51 min 57 s |
| 2 | John Degenkolb   | Giant-Alpecin          | m.t.            |
| 3 | Grega Bole       | CCC Sprandi Polkowice  | m.t.            |
| 4 | Arthur Vichot    | FDJ                    | m.t.            |
| 5 | Eduard Prades    | Caja Rural-Seguros RGA | m.t.            |

|   | Ciclista         | Equipo       | Tiempo          |
| - | ---------------- | ------------ | --------------- |
| 1 | Alberto Contador | Tinkoff-Saxo | 3 h 11 min 43 s |
| 2 | Beñat Intxausti  | Movistar     | a 1 s           |
| 3 | Chris Froome     | Sky          | a 8 s           |
| 4 | Sylvain Chavanel | IAM          | m.t.            |
| 5 | Peter Kennaugh   | Sky          | a 12 s          |

### Etapa 3
Los resultados de la tercera etapa fueron:
|   | Ciclista         | Equipo           | Tiempo          |
| - | ---------------- | ---------------- | --------------- |
| 1 | Alberto Contador | Tinkoff-Saxo     | 4 h 51 min 57 s |
| 2 | Chris Froome     | Sky              | a 19 s          |
| 3 | Romain Bardet    | AG2R La Mondiale | a 1 m 39 s      |
| 4 | Beñat Intxausti  | Movistar         | a 1 m 58 s      |
| 5 | Mikel Nieve      | Sky              | a 2 m 02 s      |

|   | Ciclista         | Equipo           | Tiempo          |
| - | ---------------- | ---------------- | --------------- |
| 1 | Alberto Contador | Tinkoff-Saxo     | 3 h 11 min 43 s |
| 2 | Chris Froome     | Sky              | a 27 s          |
| 3 | Beñat Intxausti  | Movistar         | a 1 m 59 s      |
| 4 | Romain Bardet    | AG2R La Mondiale | a 2 m 13 s      |
| 5 | Peter Kennaugh   | Sky              | a 2 m 28 s      |

### Etapa 4
Los resultados de la cuarta etapa fueron:
|   | Ciclista         | Equipo                | Tiempo          |
| - | ---------------- | --------------------- | --------------- |
| 1 | Chris Froome     | Sky                   | 5 h 08 min 54 s |
| 2 | Alberto Contador | Tinkoff-Saxo          | a 28 s          |
| 3 | Mikel Nieve      | Sky                   | a 49 s          |
| 4 | Sylwester Szmyd  | CCC Sprandi Polkowice | a 59 s          |
| 5 | Beñat Intxausti  | Movistar              | a 1 m 00 s      |

|   | Ciclista         | Equipo           | Tiempo           |
| - | ---------------- | ---------------- | ---------------- |
| 1 | Chris Froome     | Sky              | 17 h 32 min 16 s |
| 2 | Alberto Contador | Tinkoff-Saxo     | a 2 s            |
| 3 | Beñat Intxausti  | Movistar         | a 2 m 32 s       |
| 4 | Mikel Nieve      | Sky              | a 2 m 52 s       |
| 5 | Romain Bardet    | AG2R La Mondiale | a 3 m 13 s       |

### Etapa 5
Los resultados de la quinta etapa fueron:
|   | Ciclista         | Equipo                | Tiempo          |
| - | ---------------- | --------------------- | --------------- |
| 1 | Juan José Lobato | Movistar              | 3 h 48 min 56 s |
| 2 | John Degenkolb   | Giant-Alpecin         | a 1 s           |
| 3 | Sylvain Chavanel | IAM                   | a 2 s           |
| 4 | Pim Ligthart     | Lotto-Soudal          | m.t.            |
| 5 | Grega Bole       | CCC Sprandi Polkowice | m.t.            |

|   | Ciclista         | Equipo           | Tiempo           |
| - | ---------------- | ---------------- | ---------------- |
| 1 | Chris Froome     | Sky              | 21 h 21 min 14 s |
| 2 | Alberto Contador | Tinkoff-Saxo     | a 2 s            |
| 3 | Beñat Intxausti  | Movistar         | a 2 m 38 s       |
| 4 | Mikel Nieve      | Sky              | a 3 m 05 s       |
| 5 | Romain Bardet    | AG2R La Mondiale | a 3 m 13 s       |

## Clasificaciones finales
- Las clasificaciones finalizaron de la siguiente forma:[2]

### Clasificación general
| Posición | Ciclista            | Equipo                     | Tiempo           |
| -------- | ------------------- | -------------------------- | ---------------- |
|          | Chris Froome        | Sky                        | 21 h 21 min 14 s |
| 2.º      | Alberto Contador    | Tinkoff-Saxo               | a 2 s            |
| 3.º      | Beñat Intxausti     | Movistar                   | a 2 m 38 s       |
| 4.º      | Mikel Nieve         | Sky                        | a 3 m 05 s       |
| 5.º      | Romain Bardet       | AG2R La Mondiale           | a 3 m 13 s       |
| 6.º      | Peter Kennaugh      | Sky                        | a 4 m 03 s       |
| 7.º      | Nicolas Edet        | Cofidis, Solutions Crédits | a 5 m 10 s       |
| 8.º      | Kanstantsín Siutsou | Sky                        | a 5 m 17 s       |
| 9.º      | Sylvain Chavanel    | IAM                        | a 5 m 30 s       |
| 10.º     | Bob Jungels         | Trek Factory               | a 5 m 50 s       |

### Clasificación por puntos
| Posición | Ciclista         | Equipo                | Puntos |
| -------- | ---------------- | --------------------- | ------ |
|          | Chris Froome     | Sky                   | 67     |
| 2.º      | Alberto Contador | Tinkoff-Saxo          | 66     |
| 3.º      | Juan José Lobato | Movistar              | 50     |
| 4.º      | John Degenkolb   | Giant-Alpecin         | 45     |
| 5.º      | Grega Bole       | CCC Sprandi Polkowice | 44     |

### Clasificación de la montaña
| Posición | Ciclista         | Equipo                 | Puntos |
| -------- | ---------------- | ---------------------- | ------ |
|          | Peio Bilbao      | Caja Rural-Seguros RGA | 22     |
| 2.º      | Chris Froome     | Sky                    | 20     |
| 3.º      | Alberto Contador | Tinkoff-Saxo           | 18     |
| 4.º      | Sylwester Szmyd  | CCC Sprandi Polkowice  | 16     |
| 5.º      | Mikel Nieve      | Sky                    | 8      |

### Clasificación de las metas volantes
| Posición | Ciclista            | Equipo                      | Puntos |
| -------- | ------------------- | --------------------------- | ------ |
|          | Simon Geschke       | Giant-Alpecin               | 11     |
| 2.º      | Pieter Jacobs       | Topsport Vlaanderen-Baloise | 7      |
| 3.º      | Sjoerd van Ginneken | Roompot                     | 5      |

### Clasificación por equipos
| Posición | Equipo                     | Tiempo           |
| -------- | -------------------------- | ---------------- |
|          | Sky                        | 64 h 10 min 26 s |
| 2.º      | Movistar                   | a 9 min 30 s     |
| 3.º      | IAM                        | a 11 min 39 s    |
| 4.º      | Lotto-Soudal               | a 17 min 13 s    |
| 5.º      | Cofidis, Solutions Crédits | a 23 min 29 s    |

## Evolución de las clasificaciones
| Etapa (Vencedor)                  | Clasificación general | Clasificación por puntos | Clasificación de la montaña | Clasificación de las metas volantes | Clasificación por equipos | Clasificación de la combinada |
| --------------------------------- | --------------------- | ------------------------ | --------------------------- | ----------------------------------- | ------------------------- | ----------------------------- |
| 1.ª etapa A (Pim Ligthart)        | Pim Ligthart          | Pim Ligthart             | Kanstantsín Siutsou         | Peter Kennaugh                      | Sky                       | Peter Kennaugh                |
| 1.ª etapa B (CRI) (Javier Moreno) | Alberto Contador      | Pim Ligthart             | Kanstantsín Siutsou         | Peter Kennaugh                      | Sky                       | Peter Kennaugh                |
| 2.ª etapa (Juan José Lobato)      | Alberto Contador      | Grega Bole               | Kanstantsín Siutsou         | Sjoerd van Ginneken                 | Sky                       | Chris Froome                  |
| 3.ª etapa (Alberto Contador)      | Alberto Contador      | Alberto Contador         | Pello Bilbao                | Pieter Jacobs                       | Sky                       | Alberto Contador              |
| 4.ª etapa (Chris Froome)          | Chris Froome          | Alberto Contador         | Chris Froome                | Simon Geschke                       | Sky                       | Chris Froome                  |
| 5.ª etapa (Juan José Lobato)      | Chris Froome          | Chris Froome             | Pello Bilbao                | Simon Geschke                       | Sky                       | Chris Froome                  |
| Final                             | Chris Froome          | Chris Froome             | Peio Bilbao                 | Simon Geschke                       | Sky                       | Chris Froome                  |

## UCI Europe Tour
La Vuelta a Andalucía otorgó puntos para el UCI Europe Tour 2015, solamente para corredores de equipos de categoría Profesional Continental y Continental. La siguiente tabla corresponde al baremo de puntuación:
| Posición              | 1.º | 2.º | 3.º | 4.º | 5.º | 6.º | 7.º | 8.º | 9.º | 10.º | 11.º | 12.º |
| Clasificación General | 80  | 56  | 32  | 24  | 20  | 16  | 12  | 8   | 7   | 6    | 5    | 3    |
| Por etapa             | 16  | 11  | 6   | 5   | 4   | 2   |     |     |     |      |      |      |
| Líder, por etapa      | 8   |     |     |     |     |     |     |     |     |      |      |      |

| Ciclista            | Equipo                     | General | Etapa | Líder | Total |
| ------------------- | -------------------------- | ------- | ----- | ----- | ----- |
| Nicolas Edet        | Cofidis, Solutions Crédits | 12      | -     | -     | 12    |
| Grega Bole          | CCC Sprandi Polkowice      | -       | 12    | -     | 12    |
| Sergio Pardilla     | Caja Rural-Seguros RGA     | 5       | -     | -     | 5     |
| Sylwester Szmyd     | CCC Sprandi Polkowice      | -       | 5     | -     | 5     |
| Michael Van Staeyen | Cofidis, Solutions Crédits | -       | 5     | -     | 5     |
| Tyler Farrar        | MTN-Qhubeka                | -       | 4     | -     | 4     |
| Eduard Prades       | Caja Rural-Seguros RGA     | -       | 4     | -     | 4     |
| Mirko Selvaggi      | Wanty-Groupe Gobert        | -       | 2     | -     | 2     |
| Daniele Ratto       | UnitedHealthcare           | -       | 2     | -     | 2     |